# Ruud van Empel

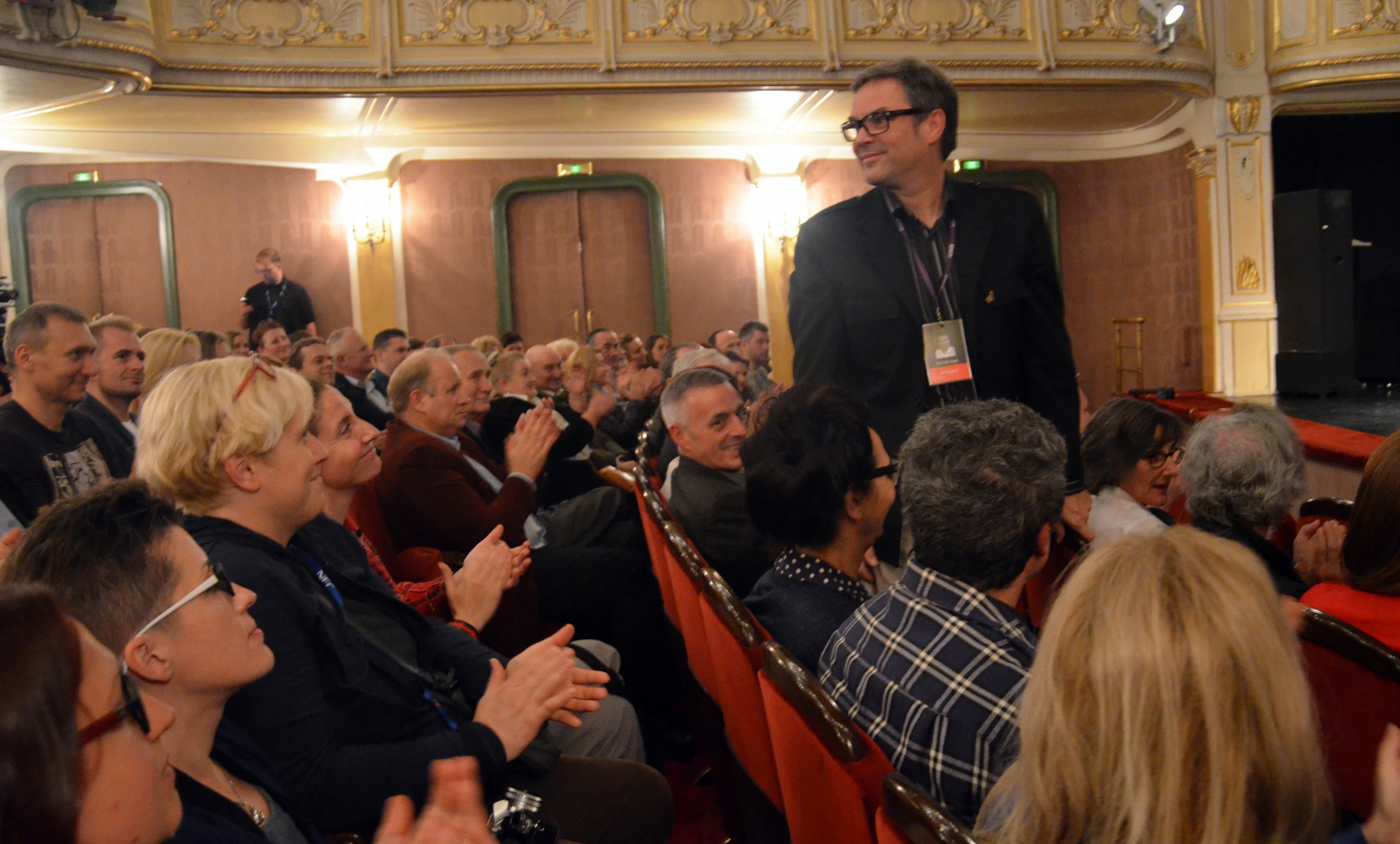
Ruud Van Empel (6. Foto-Art-Festival), 2015

Ruud van Empel, eigentlich Rudolph Franciscus Maria van Empel (* 21. November 1958 in Breda) ist ein niederländischer Fotokünstler.

## Biografie
Ruud van Empel wurde 1958 in Breda geboren. Er studierte 1976 bis 1981 Graphikdesign Akademie der Schönen Künste Sint Joost Breda. Nachdem er kurz als Designer gearbeitet hatte, wechselte er zu Video und Fotografie. Er entwirft Theaterdekorationen sowie Filmposter und arbeitete an der künstlerischen Gestaltung für verschiedene TV- und Filmproduktionen und schuf Videotapes. Ende der 1980er Jahre zog er um nach Amsterdam, wo er sich weiter als Künstler entwickelte. Seine erste Fotoserie waren The Office (1995–2001), Study for Women (1999–2002) und Study in Green (2003). Seine erste Einzelausstellung hatte er 1999 im Groninger Museum. Die Serie World - Moon - Venus, die 2006 im George Eastman House in Rochester New York ausgestellt wurde Picturing Eden, verhalf ihm zum internationalen Durchbruch.
Er lebt und arbeitet in Amsterdam.

## Werk
Bis Mitte 1995 bestand das Werk des Künstlers Ruud van Empel in erster Linie aus Montagen analoger Fotografien. Die traditionelle Collage: Ausschneiden, Einfügen und Retuschieren in der Dunkelkammer, tauscht er später gegen die Bildbearbeitung am Computer ein. Er geht dabei Ideen inhärent vor. Die erste Serie, die aus diesem Prozess von Agieren und Reagieren entsteht, ist The Office (1995). Im technischen Sinne erscheint The Office handgemacht und ihr Bildinhalt ist noch nicht so perfekt zusammengefügt wie es in den späteren Arbeiten der Fall sein wird. Van Empel beweist so bereits wie sich seine Arbeitsmethode von Disziplinen wie der inszenierte Fotografie unterscheidet. The Office erscheint surreal und bezieht sich in Stil und Formgebung auf Fotomontagen der 1920er Jahre. Auf Grundlage dieser kunsthistorischen Referenzen, schafft Van Empel ein neues Genre in der Fotografie, ohne dass dafür eine passende Bezeichnung besteht. Er selbst beschreibt seine Arbeitsweise als: „Konstruieren eines fotografischen Bildes“.
Obwohl er mit reiner Fotomontage arbeitet – er verwendet keine sogenannten Morphing-Techniken – bezieht sich das inhaltliche Ergebnis, anders als bei surrealistischen Werken, auf real Existierendes. Die Künstlichkeit des Prozesses ist zwar sichtbar, das endgültige Bild aber stellt eine überzeugende, eigenständige Wirklichkeit dar. Die Bildkonstruktion wirkt nicht grotesk oder absurd und könnte in der Realität so auftreten.
Jede der Fotoarbeiten steht für sich allein und ist weder malerisch auffällig, noch mit piktografischen Assoziation überladen. Die Arbeiten von Ruud van Empel existieren aufgrund der Kamera, mit der er sein Baumaterial festlegt. Er nutzt die Fotografie nicht als Ersatz für die Malerei, sondern macht sich das Medium zu Eigen, indem er mit fotografischen Mitteln seine Darstellungen digital aus Fotomaterial montiert.
Nach The Office folgt im Zeitraum 2000–2002 die Serie Study for Women, eine Reihe von Porträts, die von der Kunstbewegung des magischen Realismus inspiriert sind. Darin kündigt sich die Bildsprache an, mit der Van Empel darauf weltweite Anerkennung findet. Die Serien Study in Green(2003–2004), Untitled (2004) und die damit eng verbundene Reihe World, Moon and Venus (ab 2005) bringen Van Empel weltweit Anerkennung und den internationalen Durchbruch. Kuratorin Deborah Klochko lädt ihn ein, an der Ausstellung Picturing Eden im George Eastman House teilzunehmen. Sie beschreibt in der Publikation Ruud van Empel Photoworks 1995-2010 seine Arbeiten folgendermaßen: „Van Empels Virtuosität liegt in seinem Vermögen, die Grundlagen, die der Malerei (historische Bezüge, die Kraft des flüchtigen Eindrucks, Farbverwendung) und dem Kino (Strukturen multipler Bildlichkeit und Kraft der Narration) inhärent sind, in der Fotografie zu kombinieren und in großem Maßstab auszuführen. Um seine Arbeit zu verstehen, muss man sich fragen: Ist es Wissenschaft oder Kunst? Ist es Wirklichkeit oder Erfindung? Ist es Arglosigkeit oder Dekadenz?“
Insbesondere die Reihe World, die das Thema Unschuld bearbeitet und inspiriert ist von fotografischen Aufnahmen seines Vaters, ist eindrucksvoll. In ein paradiesisches Setting von unberührter, nicht real existierender Natur platziert Van Empel adrett gekleidete farbige Jungen und Mädchen. Bis zum heutigen Tag bündelt gerade diese Serie das weltweite Interesse und die Wertschätzung von Van Empels Arbeit. Der Durchbruch in Amerika weckte auch in den Niederlanden die Aufmerksamkeit der Museen, die seine Werke heute in den Sammlungen führen. Es folgten Einzelausstellungen im Museum Valkhof in Nijmegen, im Groninger Museum und dem NoordBrabants Museum in Den Bosch.
Seit der internationalen Anerkennung Ruud van Empels als Künstlerpersönlichkeit mit eigenständiger und unabhängiger Bildsprache, hat er sein Œuvre kontinuierlich erweitert, u. a. mit der Serie Theater (2010–2013) und mit Souvenir, in der er prägnante Erinnerungen seiner Kindheit in Breda als Stillleben wiedergibt. Diese Serie wurde vom NoordBrabants Museum erworben.
Typisch für das Werk Van Empels ist die Komposition perfekter und idealisierter Darstellungen ausformuliert bis ins kleinste Detail, die wenn auch nicht immer offensichtlich, stets eine dunkle Seite in sich tragen. Ruud Schenk, Kurator des Groninger Museums schrieb über diesen Aspekt in Bezug auf die Serie Study for Women (2000–2002): „Als Zuschauer hat man das Gefühl, dass etwas mit der Darstellung der Frauen nicht stimmt, sie scheinen nicht ganz lebensecht, sondern eher eine Mischung aus echten Frauen und Schaufensterpuppen zu sein. Dies erzeugt ein gewisses Unbehagen, ein Unruhe, die im frühen 20. Jahrhundert als „das Unheimliche“ beschrieben wurde“.
Obwohl in den Fotobildern eine Epoche eingefangen zu sein scheint, kann man ihnen kaum ein genaues Datum zuordnen. Der zeitlose Inhalt der Fotografien von Ruud van Empel bekommt in seinen jüngsten Werken, zum Beispiel in Still Life (2014), in denen er Themen wie Vergänglichkeit und Vanitassymbolik herausarbeitet, eine andere Bedeutung. Hinzu kommen nun auch Porträts ältere Menschen, wie jenes in der Serie Sunday (2012) oder der Serie Nude (2014) in der er die Posen von Modellen und die Ästhetik der Nacktheit hinterfragt.
Mit Solo Works (2011) bearbeitet Van Empel immer nur ein einziges Thema in einem für sich singulär stehenden Einzelwerk. Moralische, ethische und ästhetische Grundfragen der Gesellschaft und Kunst werden uns von ihm in fotografischer Bildsprache präsentiert.
Die Bedeutung seines Werkes manifestiert sich in unzähligen Publikationen und internationalen Ausstellungen, nicht nur solchen mit einer Spezialisierung auf Fotografie, sondern ebenso renommierten Institutionen für zeitgenössische Kunst.

## Dokumentarfilme
Am 7. September 2011 wurde von dem niederländischen Fernsehsender NTR der Dokumentarfilm (De onschuld voorbij) von Erik van Empel (Westerdok Film) über die Arbeit von Ruud van Empel ausgestrahlt. Der amerikanische Dokumentarfilmer, Harvey Wang hat Ruud van Empel im Jahr 2010 für seine Produktion (From darkroom to daylight) interviewt. Andere weltweit rezipierte Fotografen in diesem Film sind u. a. Sally Mann, David Goldblatt und Gregory Crewdson.

## Auszeichnungen
- Sint Joost-Preis 1981
- Charlotte Köhler-Preis 1993
- H.N Werkman-Preis 2001
- Stadt Breda Kultur Oeuvre-Preis 2013

## Ausstellungen
- Ruud van Empel Foto Works, Noordbrabants Museum, Den Bosch Niederlande 15. Februar bis 8. Juni 2014
- Ruud van Empel FoMU Fotomuseum Provinz Antwerpen, Belgien 28. Juni bis Oktober 2013
- Ruud van Empel Pictures don’t Lie, Fotografiska, Stockholm, 9. März bis 8. Juni 2013 [2] [3]
- Ruud van Empel Strange beauty, MoPA Museum of Photographic Arts, San Diego, USA 12. Oktober 2012 bis 1. Februar 2013
- Ruud van Empel Fotowerken 1995–2010, Groninger Museum, 10. September 2011 bis 27. November 2011
- Ruud van Empel World and other series, Museum Het Valkhof, 24. März bis 4. Juni 2007
- Ruud van Empel Waterpas of optisch recht? Groninger Museum, 23. Januar bis 30. März 1999